# فرودگاه ویلیامسون
فرودگاه ویلیامسون  (به انگلیسی: Williamson Airfield)  یک فرودگاه نظامی   است که یک باند فرود آسفالت دارد و طول باند آن ۱۸۰۰ متر است. این فرودگاه در  کشور استرالیا قرار دارد و در ارتفاع ۲۹ متری از سطح دریا واقع شده است.